# Elvina Karimova
Pour les articles homonymes, voir Karimova.
Elvina Karimova est une joueuse russe de water-polo née le 25 mars 1994. Elle a remporté avec l'équipe de Russie la médaille de bronze du tournoi féminin aux Jeux olympiques d'été de 2016 à Rio de Janeiro.